# Simpsonichthys
 Simpsonichthys  és un gènere de peixos de la família dels rivúlids i de l'ordre dels ciprinodontiformes.

## Taxonomia
- Simpsonichthys adornatus  (Costa, 2000)
- Simpsonichthys alternatus (Costa & Brasil, 1994)
- Simpsonichthys antenori  (Tulipano, 1973)
- Simpsonichthys auratus (Costa & Nielsen, 2000)
- Simpsonichthys boitonei (Carvalho, 1959)
- Simpsonichthys bokermanni  (Carvalho & da Cruz, 1987)
- Simpsonichthys brunoi (Costa, 2003)
- Simpsonichthys carlettoi (Costa & Nielsen, 2004)
- Simpsonichthys chacoensis  (Amato, 1986)
- Simpsonichthys cholopteryx  (Costa, Moreira & Lima, 2003)
- Simpsonichthys constanciae  (Myers, 1942)
- Simpsonichthys costai  (Lazara, 1990)
- Simpsonichthys delucai (Costa, 2003)
- Simpsonichthys fasciatus  (Costa & Brasil, 2006)
- Simpsonichthys filamentosus (Costa, Barrera & Sarmiento, 1997)
- Simpsonichthys flagellatus (Costa, 2003)
- Simpsonichthys flammeus  (Costa, 1989)
- Simpsonichthys flavicaudatus  (Costa & Brasil, 1990)
- Simpsonichthys fulminantis  (Costa & Brasil, 1993)
- Simpsonichthys ghisolfii (Costa, Cyrino & Nielsen, 1996)
- Simpsonichthys gibberatus (Costa & Brasil, 2006)
- Simpsonichthys hellneri  (Berkenkamp, 1993)
- Simpsonichthys heloplites
- Simpsonichthys ibicuiensis (Costa & Hellner, 1999)
- Simpsonichthys igneus (Costa, 2000)
- Simpsonichthys izecksohni  (Cruz, 1983)
- Simpsonichthys janaubensis (Costa, 2006)
- Simpsonichthys macaubensis (Costa, 2006)
- Simpsonichthys magnificus  (Costa & Brasil, 1991)
- Simpsonichthys marginatus (Costa & Brasil, 1996)
- Simpsonichthys mediopapillatus (Costa, 2006)
- Simpsonichthys multiradiatus  (Costa & Brasil, 1994)
- Simpsonichthys myersi  (Carvalho, 1971)
- Simpsonichthys nielseni (Costa, 2005)
- Simpsonichthys nigromaculatus (Costa, 2007)
- Simpsonichthys notatus  (Costa, Lacerda & Brasil, 1990)
- Simpsonichthys ocellatus (Costa, Nielsen & de Luca, 2001)
- Simpsonichthys parallelus (Costa, 2000)
- Simpsonichthys perpendicularis (Costa, Nielsen & de Luca, 2001)
- Simpsonichthys picturatus  (Costa, 2000)
- Simpsonichthys punctulatus (Costa & Brasil, 2007)
- Simpsonichthys radiosus (Costa & Brasil, 2004)
- Simpsonichthys reticulatus (Costa & Nielsen, 2003)
- Simpsonichthys rosaceus (Costa, Nielsen & de Luca, 2001)
- Simpsonichthys rufus (Costa, Nielsen & de Luca, 2001)
- Simpsonichthys santanae  (Shibata & Garavello, 1992)
- Simpsonichthys similis (Costa & Hellner, 1999)
- Simpsonichthys stellatus  (Costa & Brasil, 1994)
- Simpsonichthys suzarti (Costa, 2004)
- Simpsonichthys trilineatus  (Costa & Brasil, 1994)
- Simpsonichthys virgulatus  (Costa & Brasil, 2006)
- Simpsonichthys zonatus  (Costa & Brasil, 1990)[1][2][3][4][5]